# Трепча (косовський футбольний клуб)
Клубі Футболлістік «Трепча» або просто КФ «Трепча» (алб. Klubi Futbollistik Trepça Mitrovicë; KF Trepça; серб. Фудбалски клуб Трепча / Fudbalski klub Trepça; ФК Трепча / FK Trepça) — професіональний косовський футбольний клуб з міста Мітровіца. Представляє албанську громаду міста.

## Досягнення
- Райфайзен Суперліга Косово
  -  Чемпіон (2): 1992/93, 2009/10

- Перша ліга чемпіонату Косова з футболу
  -  Чемпіон (1): 2015/16